# Sorkomyszak
Sorkomyszak (Soricomys) – rodzaj ssaków z podrodziny myszy (Murinae) w obrębie rodziny myszowatych (Muridae).

## Rozmieszczenie geograficzne
Rodzaj obejmuje gatunki występujące endemicznie na filipińskiej wyspie Luzon.

## Morfologia
Długość ciała (bez ogona) 91–115 mm, długość ogona 82–101 mm, długość ucha 13–15 mm, długość tylnej stopy 19–26 mm; masa ciała 21–36 g.

## Systematyka
Rodzaj zdefiniował w 2012 roku filipińsko-amerykański zespół zoologów (Filipińczycy Danilo S. Balete, Phillip Alviola, Melizar V. Duya i Mariano Roy M. Duya oraz Amerykanie Eric A. Rickart, Lawrence R. Heaney, Timothy Sosa i Sharon A. Jansa) w artykule zatytułowanym Archboldomys (Muridae, Murinae) ponownie rozważony: nowy rodzaj i trzy nowe gatunki sorkomyszaków z wyspy Luzon w Filipinach, opublikowanym w czasopiśmie „American Museum novitates”. Gatunkiem typowym jest (oryginalne oznaczenie) sorkomyszak stokowy (S. kalinga).

### Etymologia
Soricomys: łac. sorex, soricis ‘ryjówka’, od gr. ὑραξ hurax, ὑρακος ‘ryjówka’; gr. μυς mus, μυoς muos ‘mysz’.

### Podział systematyczny
Do rodzaju należą następujące gatunki:
| Grafika | Gatunek               | Autor i rok opisu                                                            | Nazwa zwyczajowa      | Podgatunki         | Rozmieszczenie geograficzne                                                                  | Podstawowe wymiary                          | Status IUCN |
| ------- | --------------------- | ---------------------------------------------------------------------------- | --------------------- | ------------------ | -------------------------------------------------------------------------------------------- | ------------------------------------------- | ----------- |
|         | Soricomys leonardocoi | Balete, Rickart, Heaney, Alviola, M.V. Duya, M.R.M. Duya, Sosa & Jansa, 2012 | sorkomyszak mingański | gatunek monotypowy | wschodnio-środkowa część wyspy (góry Mingan); zakres wysokości: 1475–1785 m n.p.m.           | DC: 9,8–11,5 cm DO: 8,2–9,5 cm MC: 26–36 g  | DD          |
|         | Soricomys musseri     | (Rickart, Heaney, Tabaranza & Balete, 1998)                                  | sorkomyszak graniowy  | gatunek monotypowy | północno-wschodnia część wyspy (góry Cetaceo i Anacuao); zakres wysokości: 1450 1760m n.p.m. | DC: 9,1–10,5 cm DO: 8,9–9,3 cm MC: 30–32 g  | LC          |
|         | Soricomys kalinga     | (Balete, Rickart & Heaney, 2006)                                             | sorkomyszak stokowy   | gatunek monotypowy | północna część wyspy (góra Bali i jej otoczenie); zakres wysokości: 1600–2150 m n.p.m.       | DC: 9,3–10,8 cm DO: 8,5–10,1 cm MC: 21–29 g | LC          |
|         | Soricomys montanus    | Balete, Rickart, Heaney, Alviola, M.V. Duya, M.R.M. Duya, Sosa & Jansa, 2012 | sorkomyszak górski    | gatunek monotypowy | północna część wyspy (południowa Kordyliera Centralna); zakres wysokości: 1950–2690 m n.p.m. | DC: 9,3–10,3 cm DO: 8,5–9,8 cm MC: 23–31 g  | LC          |

Kategorie IUCN:  LC  – gatunek najmniejszej troski,  DD  – gatunki o nieokreślonym stopniu zagrożenia.